# Chieftain
De Chieftain is een Britse gevechtstank. Als hoofdbewapening voert deze tank een L11A5 120mm-kanon, de nevenbewapening bestaat uit twee L7-mitrailleurs (één coaxiaal en één in de koepel van de commandant).

## Ontwikkelingsgeschiedenis
Op het eind van de Tweede Wereldoorlog was voor het Britse leger de Centurion ontwikkeld. Na die oorlog werd dit voertuig als middelzware tank in dienst genomen. Het leger was ontevreden met deze tank. Om te beginnen was het 83,4mm-kanon te zwak om zware tanks van de Sovjet-Unie, zoals de IS-3, met succes te bestrijden. Daarom moest hij aangevuld worden met een superzware tank, de Conqueror, bewapend met een 120mm-kanon. Het in dienst hebben van twee zware tanktypes was erg duur en onhandig. Er bestond dus behoefte aan een tank die minstens net zo goed bewapend en gepantserd was als de Conqueror, maar niet zwaarder dan de Centurion. Daarnaast was de Centurion een product van het Great Tank Scandal: het falen van het Britse tankontwerp tijdens de Tweede Wereldoorlog. Weliswaar was het nog een van de betere uitkomsten van dit proces maar toch kon het niveau duidelijk omhoog, waarbij dan meteen aan de voornoemde doelstelling voldaan kon worden.
Een van de oorzaken van de eerdere mislukkingen was de haast geweest waarmee men tijdens de oorlog nieuwe types in productie genomen had. Daardoor had men nooit de tijd genomen alle componenten van een voertuig goed te integreren, met een inefficiënt wapensysteem als gevolg. Men besloot nu radicaal met die foute gewoonte te breken. In 1950 begon men met de ontwikkeling van een Medium Gun Tank No. 2 (No. 1 was de Caernarvon) door het Fighting Vehicles Research and Development Establishment, waarbij dit instituut alle mogelijke configuraties uitputtend diende te onderzoeken: raketlanceerders, oscillerende koepels, gekloven torens, kazemattanks, externe kanonnen, vloeibare drijfladingen — ieder snufje, hoe futuristisch ook, werd beproefd. Enigszins geschrokken door de wildgroei aan projecten en de uit de hand lopende kosten, besloot de General Staff in 1954 alle inspanningen te concentreren in een zo conventioneel mogelijk ontwerp, de FV 4101, dat dan wel zo verfijnd mogelijk moest worden. Leyland Motors zou vast wat ontwerpprincipes toepassen in het prototype van een omgebouwde Centurion, de FV 4202 (FV staat voor fighting vehicle: gevechtsvoertuig).
Tot 1956 had men daarbij een tank in gedachten met een nieuw ontworpen 105mm-kanon en een massa van hopelijk maar 45 ton. In dat jaar reden echter opstandelingen tijdens de Hongaarse Opstand door de muur van de Britse ambassade met een T-54, de standaard Sovjet middelzware tank. Het voertuig werd uiteindelijk teruggegeven, maar niet dan nadat het nauwkeurig onderzocht was door de geheime dienst. De resultaten waren schokkend: de T-54 had geen frontpantser van 120 mm, zoals men tot dan toe had aangenomen, maar 210 mm! Hierdoor geschrokken rustte men de Centurion onverwijld met het nieuwe 105mm-kanon uit. De FV 4201 zou dan een 120mm-kanon krijgen, zodat het ontwerp weer moest worden omgegooid. Op 21 augustus 1958 kreeg Leyland de opdracht voor het bouwen van een eerste prototype; in maart 1959 was het houten model op ware grootte gereed; in september het voertuig zelf, de P1. Vickers-Armstrongs en de Royal Ordnance Factory maakten aan de hand daarvan ieder drie verdere prototypes die beproefd werden tussen juli 1961 en april 1962. De testen leidden tot vele veranderingen in het ontwerp. In dat laatste jaar werd al begonnen met de productie van een voorserie van veertig, uitgevoerd in ongehard staal, de Chieftain Mark 1. De eerste voertuigen van de massaproductieversie, de Mark 2, werden afgeleverd begin 1967.

## Gebruikers

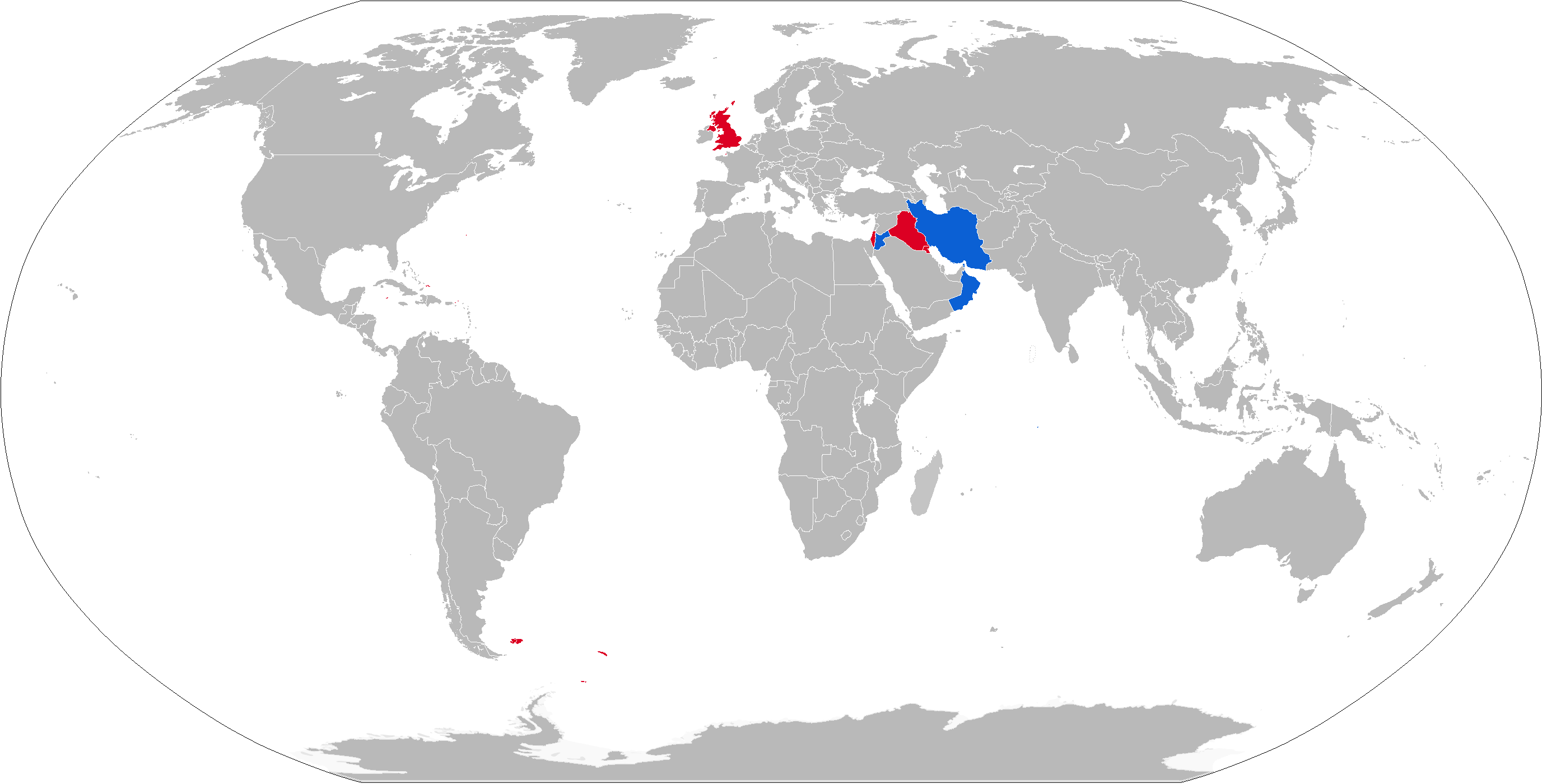
Een kaart van Chieftain-gebruikers (blauw) en voormalige gebruikers (rood)

### Huidige gebruikers
- Iran: 707 Mk-3P en Mk-5P[1][2], 187 FV4030-1, 41 ARV en 14 AVLB varianten. Alle gekocht van het Verenigd Koninkrijk voor de revolutie van 1979, waarna verdere bestellingen van FV4030-2 (Shir 1) en FV4030-3 (Shir 2) serie tanks werden geannuleerd. In 2005 waren er nog 100 in dienst (100 in 1990, 250 in 1995, 140 in 2000)[3]
- Jordanië: 274 Khalid-tanks werden tussen 1981 en 1985 geleverd + 90 MK3/5 varianten (buitgemaakt op Iran) verkregen via Irak.
- Oman: 27 geleverd tussen 1981 en 1985.

### Voormalig gebruikers
- Verenigd Koninkrijk: In gebruik van 1965 tot 1985.
- Koeweit: 175 in 1976, 143 in 1990, 20 in 1995, 17 in opslag in 2000[4].
- Irak: 50-75 buitgemaakt op Iran, in dienst bij het Irakese leger in 1990.
- Israël: 2 geleverd voor een gezamenlijk ontwikkelingsprogramma met het Verenigd Koninkrijk. In dienst bij het Israëlisch defensieleger tussen 1965 en 1969.[5]

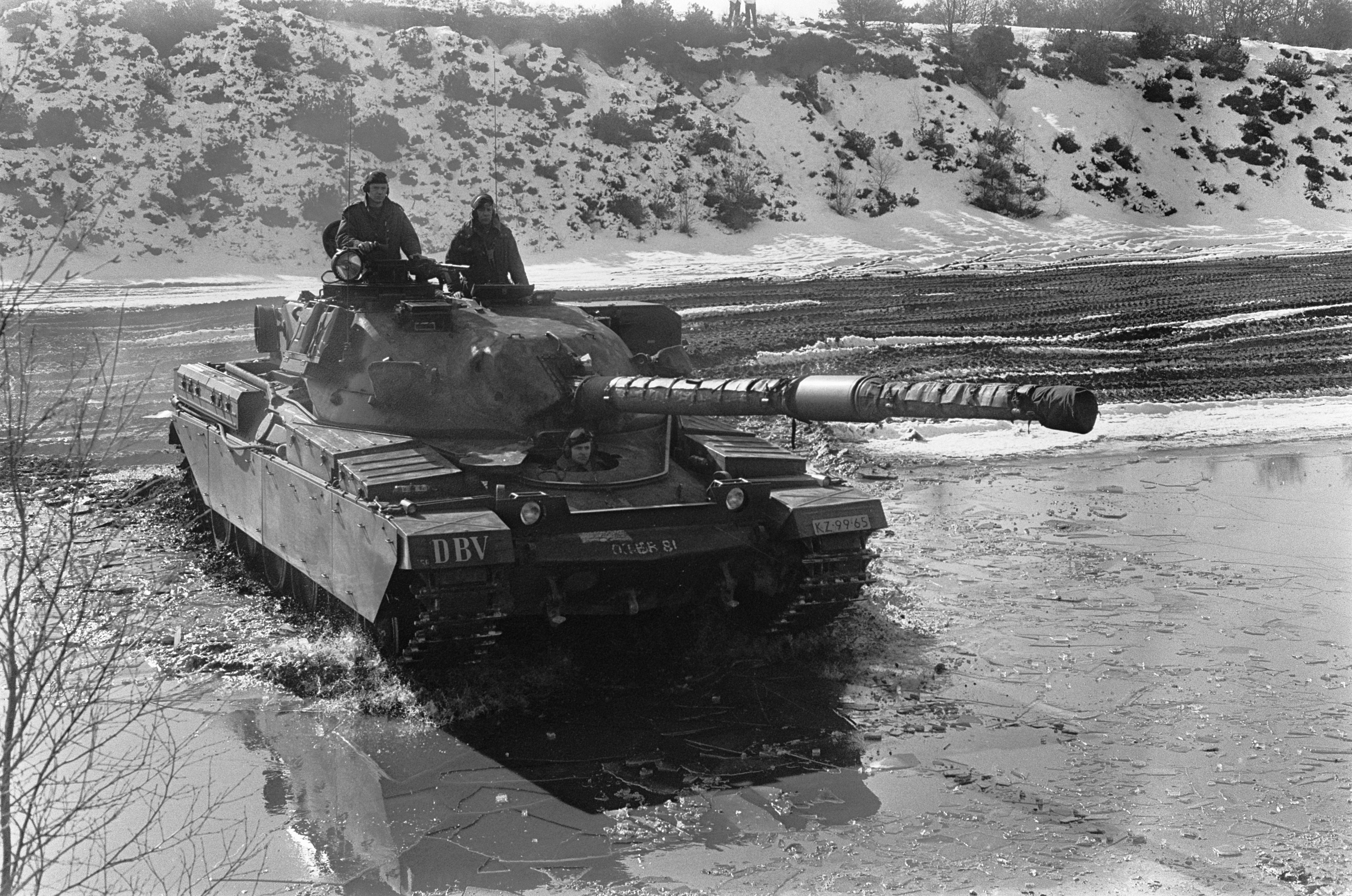
Een Chieftain Mk.2 tijdens de beproeving door de Koninklijke Landmacht op de Leusderheide in 1968.

### Beproeving
- Nederland: Een Chieftain Mk.2 werd tussen 15 januari en 22 maart 1968 door het Detachement ter Beproeving van Voertuigen van de Koninklijke Landmacht getest tegenover een Leopard 1 gevechtstank. Hier verloor de Chieftain van de Leopard 1 grotendeels door de slechte bouwkwaliteit van voornamelijk de motor, die zoveel olie lekte dat het compartiment waar deze in geplaats was zwart werd.[6]